# Claudio Schmid (Unihockeyspieler)
Claudio Schmid (* 2002 in Uster) ist ein Schweizer Unihockeyspieler, der beim Lidl-Unihockey-Prime-League-Verein SV Wiler-Ersigen unter Vertrag steht.

## Karriere
Schmid entstammt dem Nachwuchs des UHC Uster, bei dem er sämtliche Juniorenstufen durchlief und 2018 die U16-Auswahl in die höchste Spielklasse führte.
Bereits am 13. Oktober 2019 debütierte er im Alter von 17 Jahren in einem Heimspiel gegen Waldkirch-St. Gallen in der Nationalliga A. 2020 unterzeichnete er seinen ersten NLA-Vertrag. In der Saison 2021/22 gelang ihm der endgültige Durchbruch – seither erzielt er durchschnittlich in jeder Saison mehr als einen Scorerpunkt pro Spiel.
Ein schwerer Rückschlag folgte am 29. Januar 2023: Im Spiel gegen Floorball Köniz erlitt Schmid einen Kreuzbandriss und fiel mehrere Monate aus. Am 28. Oktober 2023 feierte er im Spiel gegen Zug United sein Comeback und steuerte direkt wieder einen Treffer bei. Es folgte seine bis dahin produktivste Saison: Er punktete in 18 Spielen in Folge und blieb lediglich in einer Partie ohne Scorerpunkt.
In den Saisons 2021/22 und 2024/25 erreichte Schmid mit dem UHC Uster jeweils das Playoff-Viertelfinale.
Am 2. April 2025 wurde, nach knapp 18 Jahren beim UHC Uster, sein Transfer zum Ligakonkurrenten SV Wiler-Ersigen bekannt gegeben.

### International
Claudio Schmid nahm an den U19-Junioren-WM 2019 und 2021 teil und erreichte beide Male den vierten Platz.
Im Februar 2022 wurde Schmid erstmals von Nationaltrainer David Jansson für ein Trainingscamp des A-Nationalteams aufgeboten. Im November 2023 debütierte Schmid an der Euro Floorball Tour in Malmö für die A-Nati.
Bei der WM-Qualifikation im Februar 2024 im slowenischen Škofja Loka gelangen ihm in den Spielen gegen Belgien, Dänemark und Slowenien insgesamt vier Tore und sieben Assists. Im Spiel gegen Dänemark wurde Schmid zum besten Spieler der Schweizer Auswahl gewählt.